# Christian Carlassare
Christian Carlassare M.C.C.J. (ur. 1 października 1977 w Schio) – włoski duchowny katolicki, biskup Rumbek w Sudanie Południowym w latach 2022–2024, biskup Bentiu od 2024.

## Życiorys
Święcenia kapłańskie otrzymał 4 września 2004 w zakonie kombonianów. Po rocznym kursie językowym został wysłany do Sudanu Południowego i przez kilkanaście lat pracował duszpastersko. W latach 2017–2019 był wiceprowincjałem, a w latach 2020–2021 pełnił funkcję wikariusza generalnego diecezji Malakal.
8 marca 2021 papież Franciszek mianował go ordynariuszem diecezji Rumbek. Sakry udzielił mu 25 marca 2022 kardynał Gabriel Zubeir Wako.
3 lipca 2024 został mianowany biskupem nowo powstałej diecezji Bentiu.